# Rituály (hudební skupina)
Rituály byla česká rocková hudební skupina založená v létě 2014 v Praze, která vznikla po rozpadu indie-rockových A Banquet.

## Historie

### Vznik
Skupina byla založena Michaelem Váchou a Richardem Spilkou na jaře 2014, kdy vyšel jejich první singl Stín perutí. Produkce se ujal Boris Carloff, který s nimi spolupracoval v kapele A Banquet. K písni vyšel také animovaný videoklip, který vytvořil Martin Živocký. Projekt tehdy fungoval jako dvojice a vydal další píseň Ozvěny. V létě 2014 se rozpadla domovská skupina A Banquet a Michael s Richardem pokračovali v tvorbě pro Rituály. Vydali druhý singl Příměří a skupina se rozrostla o bubeníka Tomáše Blažíka a klávesistu Marka Palase. V této sestavě bylo natočeno video k Příměří.
V roce 2015 jeli turné s novou kapelou Tuzexe ze Sunshine - Smrtislav.

### Vsaď na černou
Na podzim roku 2015 začala skupina mluvit o své první desce a vybrala na ni prostřednictvím portálu hithit. Ve stejné době proběhly personální změny, odešel Tomáš a Marek. Novým bubeníkem se stal Martin Čech a kapela nastoupila koncem roku do studia jako trojice. O produkci se postaral Yarda Helešic a Risto Sokolovski. Debutová deska vyšla 1. dubna 2016 a dostala jméno Vsaď na černou a obsahuje devět nových písní a sklízí pozitivní recenze.   Prvním singlem z desky se stala píseň Poušť. Křest proběhl v pražském Rock Café.
Během jara se ke skupině přidal jako druhý kytarista Sebastian S. Sorrosa. V říjnu si je jako hosta pro svůj koncert v Lucerna Music Baru vybrala skupina Support Lesbiens. Celý podzim pak kapela koncertovala po českých klubech, kde je doprovází vokalistka Jana Věnečková. Koncem roku 2016 se objevují písně Indiánka a Poušť na rádiích Rockzone, Fajn Rock Music a Beat.

### Rukopis a pauza
Na jaře 2018 kapela vydala EP Rukopis a zároveň ohlašuje pauzu na neurčito. Vácha společně s Thomasem Lichtagem (Airfare) mezitím zakládá novou skupinu Deaf Heart.

## Členové
- Michael Vácha – zpěv, kytara, klávesy
- Richard Spilka –  basa
- Sebastian S. Sorrosa - kytara
- Martin Čech - bicí

## Diskografie

### Alba
- 2016: Vsaď na černou
- 2018: Rukopis (EP)

### Singly
- 2014: „Stín perutí“
- 2015: „Příměří“
- 2016: „Poušť“
- 2016: „Indiánka“